# Declieuxia fruticosa
Declieuxia fruticosa är en måreväxtart som först beskrevs av Carl Ludwig von Willdenow, Johann Jakob Roemer och Schult., och fick sitt nu gällande namn av Carl Ernst Otto Kuntze. Declieuxia fruticosa ingår i släktet Declieuxia och familjen måreväxter. Inga underarter finns listade i Catalogue of Life.